# Мартин Николов
Мартин Симеонов Николов (роден на 12 февруари 1994 в София, България) е български професионален хокеист.
Играе за клуб „Епелхайм“ в Регионалната лига на Германия на позицията нападател (най-често дясно крило). В края на сезон 2014/15 става първият българин с професионален договор в Северна Америка. Играе в националния отбор на България.

## Биография

### Клубна кариера
Мартин започва кариерата си в България на 6-годишна възраст. Минава през всички гарнитури в българския доминатор „Славия“ (София) – (U8, U10, U12, U14,
U16, U18).
Повратен момент в кариерата му е последния месец на 2008 година. По това време чешки треньор провежда тренировъчен лагер в София, България. На този камп, той е поканен да направи важна стъпка в кариерата си – да продължи своето развитие в Република Чехия. С помощта на своя баща, хокеиста Симеон Николов, през септември 2009, Мартин се премества в Чехия. Там той прекарва четири пълни сезона.
В първите три от тях, Мартин играе за втородивизионния „Бенатки“ (U16, U18 и U20). Облича екипа на отбора в 92 мача, отбелязва 15 гола и подава за 21 (общо 36 точки). Прави добро впечатление на елитния „Млада Болеслав“ в топ първенството на страната (U20) – Екстралига. Поради контузия той пропуска по-голямата част от сезон 2012/13 и от „Болеслав“ решават да го пратят в сателитния им отбор – „Мелник“ – във втората по сила лига.
Завършва престоя си в чешките юношески и младежки лиги с впечатляващите 115 мача, 23 гола и 26 асистенции (49 точки).
През лятото на 2013 година получава покана от елитния словашки „Тополчани“ (U20), за който изиграва 11 мача. След като е изпратен за кратко под наем в долното ниво на словашкия младежки хокей (в „Пиешчани“), се премества в Швеция – в „Арланда Уингс“. Доиграва сезона и получава много интересна покана – за международен разпределителен камп в Бостън, Масачузетс, САЩ. Там той получава предложение от канадския младежки „Алмагин Спартанс“. Изиграва за „спартанците“ един пълен и много успешен сезон, като със своите 12 гола и 25 асистенции в 39 мача се превръща в един от лидерите на отбора.
След ранното отпадане на „Алмагин“ в плейофите на канадската лига GMHL, Мартин прекарва проби в „Стийл Сити Уориърс“ – отбор от по-ниските нива на професионалния хокей в Северна Америка. Пробите са успешни и така Николов подписва своят първи професионален договор. На 8 март 2015 г. прави паметен дебют – макар и отбора му да губи с 5:7, младокът отбелязва гол и подава за друг.
Мартин държи един много любопитен рекорд – единственият българин, който играе в пет различни хокейни държави, в които отбелязва поне по една точка – Чехия, Словакия, Швеция, Канада и САЩ.
Един от най-успешните българи в хокея за всички времена, със 186 мача зад граница, в които има 96 точки (38 гола и 58 асистенции).

### Национална кариера
Междувременно Мартин винаги е бил неизменна част от националните гарнитури на България. Дебютира за юношите до 18 г. на едва 15 години, а повежда и представителния отбор едва навършил пълнолетие.
В състава на:
- България U16 (веднъж, през 2009 година на Spring Challenge Cup в Чехия).
- България U18 (в 4 поредни години, на световните първенства, Дивизия 3, Група А). В последната си година е и капитан на отбора.

Част от България U20 (в 2 поредни години на световните първенства, Дивизия 3, Група А, пропуска 2 световни заради ангажименти към клубовете си в Чехия и Швеция). Асистент-капитан в първата си година и капитан във втората.
В от мъжкия национален отбор на България (в 4 поредни години, на световните първенства 3 пъти в Дивизия 2, Група Б и веднъж в Дивизия 3, Група А).

## Статистика по сезони

### Клубна статистика[10]
Последна актуализация: 17 януари 2019

| 2009 – 10                        | ХК Бенатки (U16)                 | Чехия U16 2                      | 28  | 7  | 6  | 13  | —   | — | — | — | — | — |
| 2010 – 11                        | ХК Бенатки (U18)                 | Чехия U18 2                      | 32  | 6  | 8  | 14  | —   | — | — | — | — | — |
|                                  | ХК Бенатки (U20)                 | Чехия U20 2                      | 4   | 0  | 1  | 1   | 0   | — | — | — | — | — |
| 2011 – 12                        | ХК Бенатки (U18)                 | Чехия U18 2                      | 28  | 2  | 6  | 8   | 16  | — | — | — | — | — |
| 2012 – 13                        | БК Млада Болеслав (U20)          | Чехия U20                        | —   | —  | —  | —   | —   | — | — | — | — | — |
|                                  | ХК Мелник (U20)                  | Чехия U20 2                      | 23  | 8  | 5  | 13  | —   | — | — | — | — | — |
| 2013 – 14                        | ХК Тополчани (U20)               | Словакия U20                     | 11  | 0  | 0  | 0   | 0   | — | — | — | — | — |
|                                  | СХК Пиешчани (U20)               | Словакия U20 2                   | 2   | 0  | 1  | 1   | 0   | — | — | — | — | — |
|                                  | Арланда Уингс (U20)              | Швеция U20 Дивизия 1             | 14  | 0  | 4  | 4   | 14  | — | — | — | — | — |
|                                  | Арланда Уингс 2 (U20)            | Швеция U20 Дивизия 2             | 4   | 2  | 1  | 3   | 0   | — | — | — | — | — |
| 2014 – 15                        | Алмагин Спартанс (U22)           | GMHL                             | 39  | 12 | 25 | 37  | 48  | — | — | — | — | — |
|                                  | Стийл Сити Уориърс               | FHL                              | 1   | 1  | 1  | 2   | 0   | — | — | — | — | — |
| 2015 – 16                        | Алмагин Спартанс (U22)           | GMHL                             | 10  | 6  | 8  | 14  | 6   | — | — | — | — | — |
| 2016 – 17                        | Айсберен Епелхайм                | Регионаллига                     | 18  | 7  | 13 | 20  | 35  | 3 | 1 | 2 | 3 | 2 |
| 2017 – 18                        | Авеста (U20)                     | Швеция U20 Дивизия 1             | 3   | 0  | 1  | 1   | 0   | — | — | — | — | — |
|                                  | Авеста                           | Дивизия 2                        | 9   | 0  | 0  | 0   | 6   | 2 | 0 | 0 | 0 | 0 |
| 2018 – 19                        | Осбю                             | Дивизия 3                        | 10  | 1  | 0  | 1   | 0   | — | — | — | — | — |
|                                  | Фруста                           | Дивизия 3                        | 1   | 1  | 3  | 4   | 2   | — | — | — | — | — |
| Общо за цялата кариера в чужбина | Общо за цялата кариера в чужбина | Общо за цялата кариера в чужбина | 237 | 53 | 83 | 136 | 127 | 5 | 1 | 2 | 3 | 2 |

### Национална статистика
Последна актуализация: 17 януари 2019

| Сезон               | Отбор               | Първенство               | Мачове | Голове | Асистенции | Точки | Наказания |
| ------------------- | ------------------- | ------------------------ | ------ | ------ | ---------- | ----- | --------- |
| 2009                | България (U16)      | SCC-U16                  | 5      | 0      | 1          | 1     | 6         |
| 2009                | България (U18)      | СП U18 Дивизия 3/Група А | 5      | 2      | 1          | 3     | 6         |
| 2010                | България (U18)      | СП U18 Дивизия 3/Група А | 4      | 3      | 1          | 4     | 8         |
| 2011                | България (U18)      | СП U18 Дивизия 3/Група А | 5      | 6      | 5          | 11    | 2         |
| 2012                | България (U18)      | СП U18 Дивизия 3/Група А | 5      | 3      | 5          | 8     | 6         |
| 2012                | България (U20)      | СП U20 Дивизия 3/Група А | 4      | 1      | 0          | 1     | 2         |
| 2012                | България            | СП Дивизия 2/Група Б     | 5      | 0      | 2          | 2     | 4         |
| 2013                | България (U20)      | СП U20 Дивизия 3/Група А | 4      | 0      | 5          | 5     | 10        |
| 2013                | България            | СП Дивизия 2/Група Б     | 5      | 1      | 0          | 1     | 0         |
| 2014                | България            | СП Дивизия 3             | 5      | 3      | 2          | 5     | 4         |
| 2015                | България            | СП Дивизия 2/Група Б     | 5      | 4      | 4          | 8     | 6         |
| 2017                | България            | СП Дивизия 3             | 4      | 2      | 0          | 2     | 0         |
| 2018                | България            | СП Дивизия 3             | 5      | 3      | 2          | 5     | 4         |
| Общо за подрастващи | Общо за подрастващи | Общо за подрастващи      | 32     | 15     | 18         | 33    | 40        |
| Общо за мъже        | Общо за мъже        | Общо за мъже             | 29     | 13     | 10         | 23    | 18        |